# دو گرلچ (دهانه)
دو گرلچ یک دهانه برخوردی در ماه‌ است.